# 도쿠가와 무네카쓰
도쿠가와 무네카쓰(일본어: 徳川宗勝, 1705년 7월 22일 ~ 1761년 7월 23일)는 오와리번 제8대 번주이며 오와리 번주 이전에는 가와다쿠보 마쓰다이라가 제2대 당주, 요쓰야 마쓰다이라가(다카스 번주 가문) 제3대 당주를 지냈다. 아명은 요고로(代五郎)이며 원복 후 첫 이름은 도모스케(友相)이며 이후 도모아쓰(友淳), 요시아쓰(義淳, 다카스 번주 시절의 이름 마쓰다이라 요시아쓰(松平義淳))로 바꾸었으며 오와리 번주가 되어 무네카쓰로 이름을 바꾸었다.
가와쿠보가의 시조 마쓰다이라 도모아키의 장남으로 태어났다.
| 전임 마쓰다이라 도모아키 | 제2대 가와다쿠보 마쓰다이라 가 당주 1728년 ~ 1732년 | 후임 요쓰야가의 상속으로 인한 가와다쿠보가 단절 |

| 전임 마쓰다이라 요시타카 | 제3대 다카스 번 번주 (요쓰야 마쓰다이라 가) 1732년 ~ 1739년 | 후임 마쓰다이라 요시토시 |